# Bleach: Memories of Nobody
Bleach: Memories of Nobody (Japans:劇場版 BLEACH: MEMORIES OF NOBODY , Gekijouban Bleach: Memories of Nobody) is een Japanse animefilm uit 2006 geregisseerd door Noriyuki Abe, geproduceerd door Studio Pierrot en Toho. De film is gebaseerd op de manga en anime Bleach.

## Plot
Als er in Karakura opeens veel geesten tevoorschijn komen, worden Ichigo Kurosaki en Rukia Kuchiki erop afgestuurd om ze te verslaan. Daarbij ontmoeten ze een meisje, Senna, die de geesten makkelijk verslaat. Senna vertelt dat ze een shinigami is maar wil verder geen vragen beantwoorden. Hierop besluiten Ichigo en Rukia haar te volgen. Ondertussen is er in de lucht van Soul Society de echte wereld te zien. Toshiro Hitsugaya en Rangiku Matsumoto moeten op onderzoek uit.

## Rolverdeling
| Acteur          | Personage         | Opmerkingen                    |
| --------------- | ----------------- | ------------------------------ |
| Masakazu Morita | Ichigo Kurosaki   |                                |
| Fumiko Orikasa  | Rukia Kuchiki     |                                |
| Chiwa Saito     | Senna             | verschijnt alleen in deze film |
| Masashi Ebara   | Ganryu            | verschijnt alleen in deze film |
| Romi Park       | Toshiro Hitsugaya |                                |
| Kentaro Ito     | Renji Abarai      |                                |
| Kaya Matsutani  | Rangiku Matsumoto |                                |